# Ingolf von Rosenborg

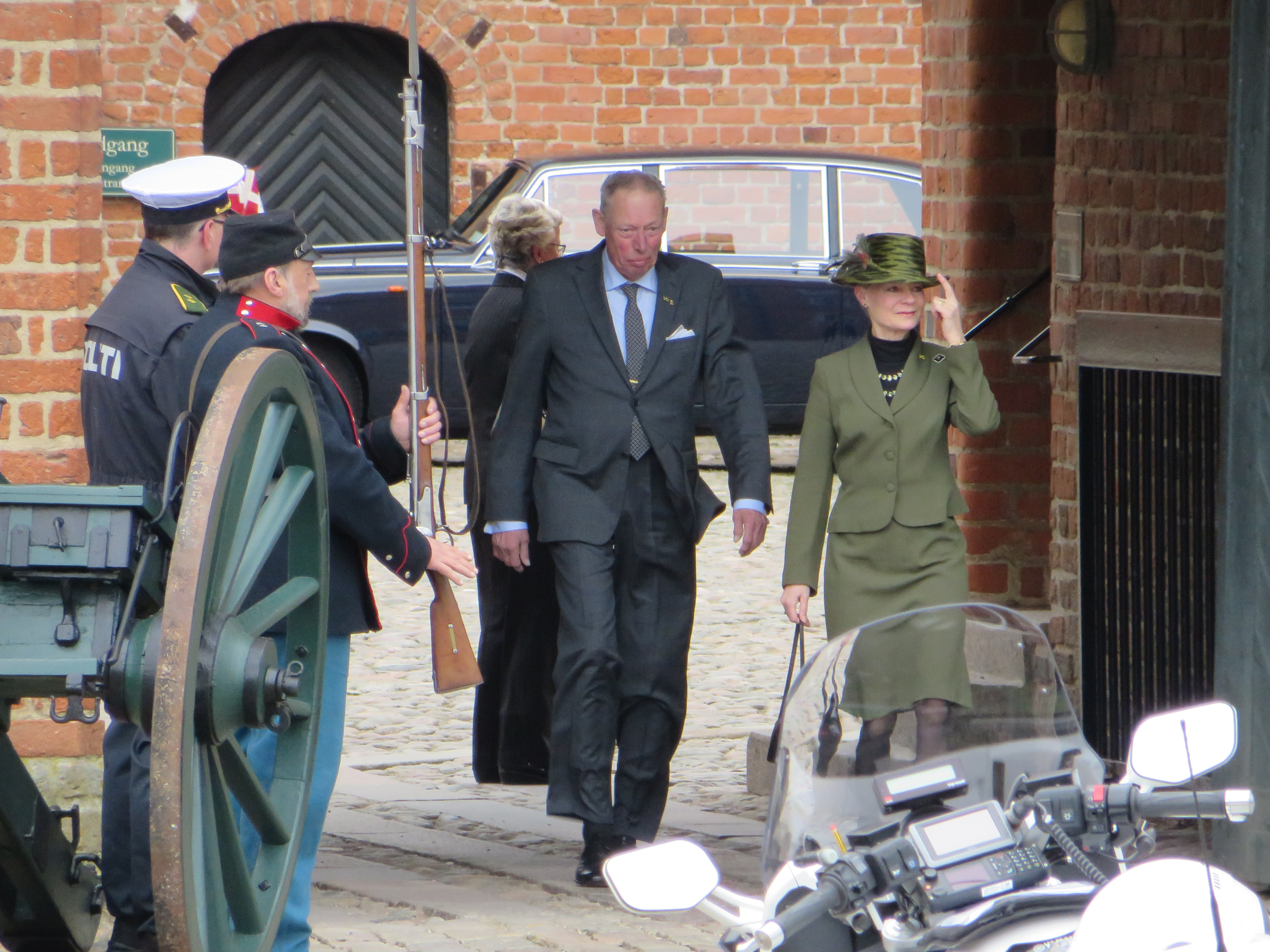
Ingolf von Rosenborg mit Gattin beim Sonderburger Schloss am 18. April 2014, dem 150. Jahrestag der Schlacht von Düppel.

Ingolf von Rosenborg (* 17. Februar 1940 auf Schloss Sorgenfri bei Kopenhagen, Dänemark) ist der ältere Sohn und das mittlere Kind von Erbprinz Knud und der Erbprinzessin Caroline-Mathilde und damit der Cousin der ehemaligen dänischen Königin Margrethe II. Sein vollständiger Vorname lautet Ingolf Christian Frederik Knud Harald Gorm Gustav Viggo Valdemar Aage.

## Stellung im dänischen Königshaus
Bei seiner Geburt stand Ingolf, nach seinem Onkel Frederik und seinem Vater Knud, an dritter Stelle der Thronfolge, in die weibliche Nachkommen noch nicht einbezogen waren. Als das dänische Grundgesetz hinsichtlich der Erbfolge zugunsten der Töchter König Frederiks geändert wurde, fiel er auf den sechsten Platz in der Rangfolge der Thronerben zurück, behielt aber weiterhin den Titel Prinz zu Dänemark, der ihm als Enkel eines Monarchen zustand. Als er 1968 nicht standesgemäß heiratete, wurde ihm dieser entzogen und der für nicht thronfolgeberechtigte Familienmitglieder 1914 geschaffene Titel Graf von Rosenborg zugeteilt.

## Familie
Ingolf von Rosenborg hatte eine ältere Schwester Elisabeth, die bis zu ihrem Tod 2018 als einzige der Geschwister noch in der dänischen Thronfolge geführt wurde. Ingolfs jüngerer Bruder Christian († 2013) war ebenfalls aufgrund unstandesgemäßer Heirat von der Thronfolge ausgeschlossen und trug deshalb auch den Titel eines Grafen von Rosenborg. Am 13. Januar 1968 heiratete Ingolf die Bürgerliche Inge Terney, die durch die Hochzeit zur Gräfin von Rosenborg erhoben wurde. Sie verstarb am 21. Juli 1996. Am 7. März 1998 ehelichte Graf Ingolf in Engtved die Juristin Sussie Hjorhøj, die seither ebenfalls den Titel einer Gräfin von Rosenborg trägt. Aus den Ehen gingen keine Kinder hervor. Ingolf hat drei Nichten, die in Dänemark als Komtessen von Rosenborg bekannt sind: Josephine, Camilla und Feodora von Rosenborg.

## Tätigkeiten
Graf Ingolf besitzt das Gut Egeland bei Egtved im südlichen Jütland, das er als landwirtschaftlichen Betrieb führt. Als „Entschädigung“ für seine Degradierung bei der Thronfolgeänderung 1953 erhält er eine jährliche Apanage von 1,3 Millionen Kronen (2007).
Als Mitglied der Königsfamilie tritt er vor allem als Schirmherr folgender Organisationen auf:
- Sydslesvigsk Udvalg af 5. maj 1945 (Organisation zur Förderung der dänischen Minderheit in  Südschleswig)
- Genforenings- og Grænsemuseet (Museum über die Wiedervereinigung Nordschleswigs mit Dänemark 1920)
- Dansk Spejderkorps Sydslesvig (Pfadfinderverband Südschleswig)
- Julemærkemarchen (Wohltätigkeitsmarsch zugunsten sozialer Einrichtungen für Kinder)
- Landsgardeforeningen (Dachorganisation der dänischen Musikkorps)